# Institut universitaire de technologie de Saint-Nazaire
 (avril 2023).
Si vous disposez d'ouvrages ou d'articles de référence ou si vous connaissez des sites web de qualité traitant du thème abordé ici, merci de compléter l'article en donnant les références utiles à sa vérifiabilité et en les liant à la section « Notes et références ».
L'Institut universitaire de technologie de Saint-Nazaire est un IUT situé à Saint-Nazaire, quartier de Heinlex. Cet établissement public de l'enseignement supérieur est une composante à part entière de l'Université de Nantes. L'institut a pour vocation principale de former des techniciens supérieurs spécialisés dans divers domaines professionnels tels que les sciences ou le commerce.

## Historique
L'Institut universitaire de technologie de Saint-Nazaire est créé en septembre 1970.

### Identité visuelle (logo)

Logotype jusqu’en juin 2013.
Logotype à partir de la rentrée 2013.
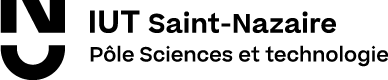
Logotype de l'IUT de Saint-Nazaire depuis le 3 janvier 2022.

## Présentation
L'IUT de Saint-Nazaire se compose de deux pôles :
- Le pôle formation
- Le pôle recherche

L'IUT est dirigé depuis 2022 par Antony Fedele-Benoit.
Il était dirigé précédemment par Ronald Guillen.

### Formations

#### Génie chimique - Génie des procédés
Le technicien supérieur en Génie Chimique - Génie des Procédés participe en collaboration avec l'ingénieur, à la conception, à la mise en œuvre et à l'optimisation des procédés industriels de transformation de la matière en produit fini.
Ce département dispense : 
- DUT Génie Chimique  Génie des Procédés
- Licence professionnelle Conception et Contrôle des procédés : l'Informatique pour les Procédés : Conception, Conduite et Gestion (IProC²G)

#### Génie civil construction durable
L'enseignement vise à former des collaborateurs polyvalents participant à la responsabilité de l'étude et de l'exécution des travaux de génie civil. La diversité des activités de ce secteur professionnel les appelle à accomplir de multiples tâches.
Ce département dispense : 
- DUT Génie Civil Construction Durable
- Licence professionnelle Métiers du BTP : Bâtiment et Construction, Maintenance et Réhabilitation des Bâtiments
- Licence professionnelle Métiers du BTP : Travaux Publics, Conduite de Projets de Travaux Publics

#### Gestion logistique et transport
L'objectif du DUT Gestion logistique et transport (GLT) est d'offrir une formation en deux ans permettant à l'étudiant d'acquérir les bases nécessaires à la mise en place d'une démarche globale d'optimisation de la chaîne logistique. La mission du logisticien consiste à mettre à la disposition des clients de l'entreprise des produits ou des services, au moindre coût, dans des délais requis, à l'endroit voulu.
Ce département dispense :
- DUT Gestion Logistique et transport
- Licence professionnelle Logistique et transports internationaux : 2 parcours ⇒ Partenariats industriels et transports multimodaux
- Licence professionnelle Gestion des achats et des approvisionnements : Achat industriel et logistique

#### Mesures physiques
Pluri-disciplinaire, la formation Mesures physiques donne de solides compétences en physique et en physico-chimie pour préparer des spécialistes de l'instrumentation.
Ce département dispense : 
- DUT Mesures Physiques
- Licence professionnelle Métiers de l'Instrumentation, de la Mesure et du Contrôle Qualité : Capteurs, Instrumentation, Métrologie

#### Techniques de commercialisation
Cette formation balaye l'ensemble des champs disciplinaires du marketing, de la gestion, du commerce international et de la négociation. Ces acquis sont complétés par des enseignements généraux en économie, droit, expression et langues étrangères.
Ce département dispense :
- DUT Techniques de Commercialisation
- Licence professionnelle Technico-commerciale : Technico-Commercial(e) PME-PMI

#### Génie industriel et maintenance
Le génie industriel consiste en l'organisation logistique permettant à une production industrielle de réaliser ses objectifs. L'amélioration de l'outil de production ainsi que la gestion de la sécurité et la gestion des déchets sont également prises en compte.
Ce département dispense :
- DUT Génie Industriel et Maintenance
- Licence professionnelle Maintenance et Technologie : Organisation de la Maintenance, parcours Management des Services de Maintenance / parcours Chef d'Opération & Maintenance en Éolien Offshore

#### Relations internationales
Valider une année universitaire post-DUT (ou de niveau bac + 2) à l'international dans une université partenaire et dans les domaines d'études adaptés au niveau de qualification de l'étudiant afin d'approfondir ses connaissances dans sa spécialité et d'acquérir une expérience non seulement linguistique, culturelle mais également technologique, est un véritable atout pour la poursuite d’études et la carrière professionnelle.
Ce service gère :
- La mobilité sortante : DUETI (Diplôme Universitaire d'Études Technologiques Internationales); mobilité stages à l'étranger
- La mobilité entrante : programmes ADIUT
- CIEP (programme pour les assistants à l'étranger)
- Mobilité enseignante
- TOEIC (Listening and Reading ), 3 sessions par an

#### Formation continue
La mission du SFCA est de concevoir et de mettre en œuvre des formations diplômantes ou qualifiantes accessibles par les voies de la formation continue, de l'apprentissage ou en alternance.
Ces formations sont organisées dans les domaines de compétences des Départements de l'IUT, des Laboratoires ou dans des domaines généralistes (les langues étrangères, par exemple) développés par le Service.
Ce service dispense :
- DAEU A et DAEU B (Diplôme d'Accès aux Études Universitaires)
- CNFL  et CNFL Pro (Centre Nazairien de Formations Linguistiques)
- DU PFST (Préparation aux Formations Scientifiques et Technologiques)
- Licence professionnelle Métiers de l'Industrie : Industrie Navale et Maritime, Ingénierie Navale et Nautique
- Licence professionnelle Métiers de l'Industrie : Industrie Aéronautique, Gestion de projets d'amélioration
- Licence professionnelle Métiers du BTP : Bâtiment et Construction, Expert en Diagnostics Techniques de l'Immobilier et Pathologies du Bâtiment
- Licence professionnelle Nautisme et Métiers de la Plaisance : Cadre Commercial du Nautisme

### Recherche
Quatre laboratoires de recherche sont présents sur le site de l'IUT de Saint-Nazaire.
- G.E.P.E.A. : Laboratoire de Génie des Procédés, Environnement Agroalimentaire
- GeM : Institut de recherche en Génie civil et Mécanique
- IREENA : Institut de Recherche en Énergie Électrique de Nantes Atlantique
- LEMNA (Logistique et Marketing) : Laboratoire en Économie et de Management Nantes-Atlantique

### Sources
- Saint-Nazaire. De plus en plus d’étudiants apprentis à l’IUT, Ouest France, le 11 septembre 2018

- Saint-Nazaire. L’agglo paiera presque la moitié du futur campus, Ouest France, le 18 décembre 2019